# Allan Kamanga
Allan Gilbert Kamanga Junior (ur. 29 grudnia 1981) – piłkarz malawijski grający na pozycji obrońcy.

## Kariera klubowa
Karierę piłkarską Kamanga rozpoczął w klubie MDC United Blantyre. W 2001 roku zadebiutował w jego barwach w pierwszej lidze Malawi. W 2002 roku odszedł do MTL Wanderers Blantyre. W MTL grał od 2002 do 2005 roku. W tym okresie zdobył Tarczę Dobroczynności w 2004 roku i FAM Cup w 2005 roku.
W 2005 roku Kamanga odszedł do zimbabwejskiej Monomotapy United, w której grał do końca roku. W 2006 roku trafił do Republiki Południowej Afryki. Grał w Black Leopards, a następnie od połowy 2006 roku do połowy 2007 w SA City Pillars. W 2007 roku grał też w Mpumalanga Black Aces, a w 2008 roku przeszedł do Dynamos Polokwane. Karierę kończył w 2013 roku w Mighty Wanderers FC.

## Kariera reprezentacyjna
W reprezentacji Malawi Kamanga zadebiutował 22 lutego 2003 roku w zremisowanym 1:1 towarzyskim meczu z Demokratyczną Republiką Konga, rozegranym w Blantyre. W 2010 roku w Pucharze Narodów Afryki 2010 był rezerwowym i nie rozegrał żadnego spotkania. Od 2003 do 2011 rozegrał w kadrze narodowej 41 meczów.